# Gypona acritana
Gypona acritana är en insektsart som beskrevs av Delong 1980. Gypona acritana ingår i släktet Gypona och familjen dvärgstritar. Inga underarter finns listade i Catalogue of Life.